# Centro de Serviços Compartilhados em Recursos Humanos
O Centro de Serviços Compartilhados em Recursos Humanos (também conhecido como Centro de Serviços Compartilhados em RH ou CSC) tem por finalidade centralizar os serviços administrativos e operacionais que não tenham suas atividades como foco principal da empresa e não estão diretamente ligados às estratégias do negócio. Esse modelo de serviços é uma oportunidade das empresas alcançarem a redução de custos, maior  agilidade na execução dos processos, sempre com mensuração de qualidade e aumento de desempenho.

## No Brasil
Começa a ser implantado em meados dos anos 90, as empresas optaram por esse tipo de serviço, para ter um padrão nas suas informações e em seus processos internos, redução de custo com a locação de espaço físico, pois a localização poderá ser em único lugar, em um espaço reduzido e consequentemente uma maior efetivação nos seus processos administrativos e financeiros. Há também empresas que tem partes do seu centro de serviços em mais de uma localidade, como o modelo é de centralização de processos, não é uma obrigatoriedade estar no mesmo espaço físico. Quando a empresa opta pela implantação dos centros de Serviços Compartilhados tem uma grande oportunidade de organizar e padronizar seus processos, tornando-se cada vez mais utilizado por causa do aumento da competitividade. Cada empresa precisa criar seu modelo ou estrutura operacional, para que não haja perda de seus traços culturais e preceitos.

## Mudança para o modelo de serviços compartilhados
A redefinição e atualização da área de RH são o foco profissional de Ulrich, que aborda metodologias de gestão de pessoas, competências e alinhamento de ações de acordo com a necessidade do cliente. Pensar em novas maneiras de executar tarefas no intuito de melhorar a efetividade da empresa, garantindo que os negócios fluam de forma mais coerente é um grande desafio que as empresas enfrentam hoje no mercado. A implantação de ferramentas de gestão, mensuração de resultados e aumento de desempenho é uma tendência que vem para ficar.
O motivo que leva as empresas a buscarem o modelo de serviços compartilhados em RH é o foco no aumento na produtividade e redução de custos. Por ter mais concorrentes e por tem um mercado mais competitivo, pode trazer alguns outros benefícios para as empresas conforme o quadro abaixo:
| Tangíveis                                                 | Intangíveis                                               |
| --------------------------------------------------------- | --------------------------------------------------------- |
| Redução de despesas                                       | Melhorias dos serviços ao parceiros (clientes)            |
| Aumento na produtividade                                  | Processos padronizados e grupo de recursos                |
| Economia de escala                                        | Abordagem "uma empresa"                                   |
| Alavancagem da Tecnologia                                 | Transição mais rápida focando em "valor agregado"         |
| Maior controle                                            | Manutenção mais eficaz dos padrões do "bloco de códigos"  |
| Aumento no capital de giro                                | Melhoria da acuracidade e da uniformidade das informações |
| Alavancagem das compras pela consolidação de fornecedores | Melhoria da curva de aprendizado                          |

Fonte: SCHULMANN; HARMER; LUSK, 2001.
Segundo SCHULMAN, 2001, p. 9 “A concentração dos recursos da empresa atuando com atividades, difundidas através da organização, a fim de servir a múltiplos parceiros internos, a baixo custo e com alto nível de serviços, com o objetivo comum de satisfazer os clientes externos e acrescentar valor à empresa.”.
Temos também a citação de SILVA et al., 2006, p. 22 “Os serviços compartilhados consistem em um ambiente no qual uma determinada empresa pode absorver atividades que apoiam os principais processos do negócio de cada uma de suas demais unidades de negócio, consolidando tais atividades em uma unidade de operação principal.”

## Aspectos positivos dessa mudança
No passado, as empresas tinham um RH centralizador – o que podemos encontrar ainda hoje -  com atividades encabeçadas por membros específicos da equipe , o que não incentivava a multitarefa. Assim, com a ausência de um dos membros do time, havia um grande desfalque. Umas das grandes virtudes dos centros de serviços compartilhados para Recursos Humanos é a alta capacidade de gerenciamento e mensuração de entregas e resultados, trazendo assim economia para a organização, além do constante incentivo em saber além do trabalho que se realiza.
Esse modelo incentiva que cada membro da equipe tenha capacidade de atuar não somente em suas rotinas, mas que possa ocupar ou acrescentar mais atividades ao seu dia a dia.
É vantajoso ter uma área para tratar dos pedidos e demandas da empresa, não dependendo da presença das mesmas pessoas donas das atividades, como por exemplo em férias e licenças, sempre haverá um redirecionamento do pedido para que ele seja atendido independente do executor.
Com isso, a liderança tem maior poder de análise dos números, tempo despendido nas atividades, falhas nos processos de trabalho e como aperfeiçoa-los.
Nesse processo, já não há mais uma pessoa que lidera as atividades, mas sim a área é citada como um todo. O aumento da qualidade da informação baseada num desenho de processos claros e sucintos, engrandecem o modelo e fazem com que ele seja a cada dia mais procurado pelas organizações.
As metodologias Six Sigma e Kaizen tem grande aplicabilidade nesse modelo, levando uma área para controle das atividades executadas, eliminação de desperdícios de tempo nos processos e tarefas e esforço para manter o processo de melhoria contínua vivo e constante na área, além do forte trabalho no comportamento e mudanças organizacionais.

## Aspectos negativos dessa mudança
A desvantagem que é maior percebida pelos funcionários é o não atendimento pessoal, com horários estipulados ou não, a necessidade de aguardar retorno de uma central.
É bem comum que os funcionários associem pessoas do departamento de Recursos Humanos para tratamento de seus questionamentos, procurando sempre a mesma pessoa para pedir auxílio e essa centralização tira essa figura de evidência.
A pouca perspectiva de crescimento na carreira traz uma desmotivação para a equipe, que precisa de tempo para se adaptar ao modelo, cansam das atividades repetitivas, trazendo pouco  conhecimento, já que uma vez implantado, não há grandes mudanças no modelo.
Os negócios e funcionários atendidos pelo centro de serviços compartilhados não acham a comunicação clara e efetiva. A necessidade de mensuração de resultados e entrega de resposta no prazo podem deixar aquela preocupação com a satisfação com o cliente de lado, o que é percebida facilmente para os que dependem de alguma ação da área de RH.

## Dificuldades da implantação
Serão muitos os desafios e dificuldades para a implantação dos centros de serviços compartilhados em Recursos Humanos, muito trabalho e treinamento antes do alcance dos benefícios esperados na implantação. Alguns desafios são:
- Adaptação, compreensão e conscientização dos funcionários ao novo modelo.
- Mudanças nos processo operacionais, tempo de implantação do método (que costuma ser longo).
- Falta de comprometimento das áreas envolvidas
- Desenvolvimento do projeto, já que os centros de serviços compartilhados não têm um modelo específico, pois cada empresa tem um objetivo a ser alcançado.
- Gastos com despesas de infraestrutura, realocação de funcionários, contratação e  treinamento..[6]

## Na Prática
Para ser implantado com maior facilidade, as empresas podem investir em treinamentos e palestras para os funcionários, para que os colaboradores vejam com maior clareza quais são os objetivos dos centros de serviços compartilhados. Investimentos em tecnologia, realocação e contratação de funcionários também podem ser necessários nessa mudança de modo de trabalho, além do acompanhamento diário do processo, planejamento estratégico, serve para verificar as melhorias contínuas do modelo.
Deve-se lembrar de que em Recursos Humanos alguns subsistemas podem não ser aderidos pelo modelo, é importante analisar qual é o objetivo do negócio para implantação acontecer em sua totalidade e não deixar que o modelo seja enfraquecido.
O setor de folha de pagamento ou departamento pessoal tende a ser o maior atingido com o modelo, pois a qualidade e confiabilidade dos dados é grande, além do foco constante em redução de gastos, maior controle dos processos e mensuração de resultados.